# الصوالح (الشرقية)
قرية الصوالح هي إحدى القرى التابعة لمركز فاقوس في محافظة الشرقية في جمهورية مصر العربية. حسب إحصاءات سنة 2006، بلغ إجمالي السكان في الصوالح 9952 نسمة، منهم 4849 رجل و5103 امرأة.